# Castronuño (kommunhuvudort)
Castronuño är en kommunhuvudort i Spanien.   Den ligger i provinsen Provincia de Valladolid och regionen Kastilien och Leon, i den centrala delen av landet, 170 km nordväst om huvudstaden Madrid. Castronuño ligger 705 meter över havet och antalet invånare är 1 057.
Terrängen runt Castronuño är platt. Runt Castronuño är det glesbefolkat, med 10 invånare per kvadratkilometer. Närmaste större samhälle är Toro, 18,5 km nordväst om Castronuño. Trakten runt Castronuño består till största delen av jordbruksmark.